# Том Бреді
Томас Едвард Патрік «Том» Бреді-молодший (англ. Thomas Edward Patrick "Tom" Brady, Jr., нар. 3 серпня, 1977 року) — гравець в американський футбол, квотербек.

## Життєпис
У 2019 році став першим в історії американського футболу гравцем, який в шостий раз виграв титул чемпіона НФЛ. У 2021 році, змінивши команду, виграв супербоул усьоме.

## Особисте життя
З 2009 року по 2022 рік був одружений з супермоделлю Жизель Бюндхен. Колишнє подружжя виховує двох дітей.